# IQ-Motiv

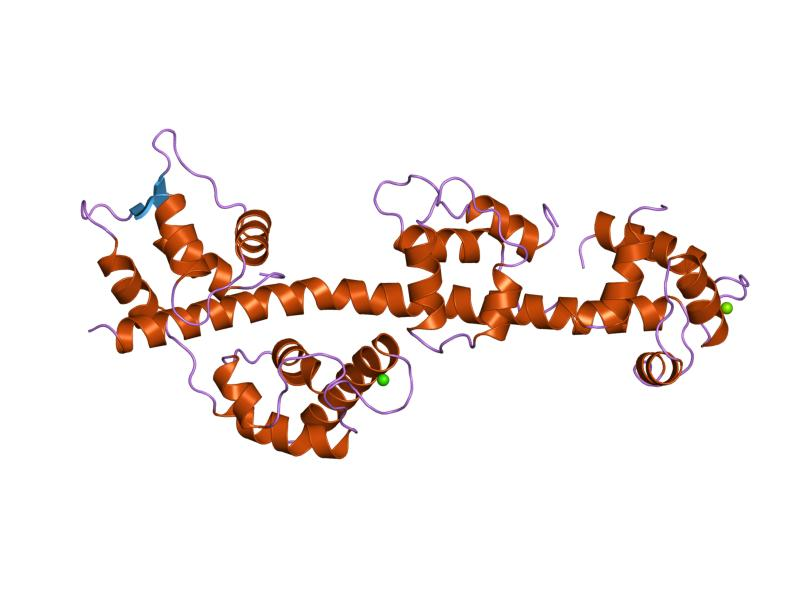
Anlagerung von zwei leichten Ketten an die schwere Kette eines Myosins (aus dem Schließmuskel von Argopecten irradians, einer Kammmuschel wie die Jakobsmuschel).
Die (essentielle) leichte Kette links bindet an den ein IQ-Motiv enthaltenden regulatorischen Bereich im querverlaufend dargestellten Abschnitt der schweren Kette (leider hier ebenfalls rot gezeigt, grün ein Ca-Ion).

Das IQ-Motiv ist ein weit verbreitetes Sequenzmotiv in der Aminosäurenfolge von verschiedenen Proteinen, insbesondere Calmodulin-bindenden. Enthalten ist es in einer etwa zwei Dutzend Aminosäuren langen Grundeinheit, deren konserviertes Motiv gewöhnlich übereinstimmt in der Konsensussequenz
- -I-Q-x-x-x-R-x-x-x-x-R-

wobei I für Isoleucin und Q für Glutamin steht, R für Arginin.
Die dreidimensional zu einer amphipathischen α-Helix mit sieben Windungen aufgefaltete Aminosäurenkette der IQ-Domäne präsentiert als Strukturmotiv eine Bindedomäne für leichte Ketten, einschließlich der regulatorischen von un-/konventionellen Myosinen sowie Calmodulin (CaM) und CaM-ähnlichen.
Proteine, die eine oder (oft in Kopie) mehrere IQ-Domänen enthalten, können hier durch Anlagerung entsprechender Liganden als leichte Kette – wie etwa CaM oder anderen regulierenden Proteinen – zu einer Konformationsänderung veranlasst und damit funktionell beeinflusst werden. So kann beispielsweise die In-/Aktivität verschiedener Funktionsproteine, wie Motorproteine oder andere des Cytoskeletts, koordiniert geregelt werden durch un-/gebundene Liganden – im Fall von CaM auch in Abhängigkeit vom intrazellulären Ca2+-Spiegel als Signal.